# Calcio Monza 1985-1986
Questa voce raccoglie le informazioni riguardanti il Calcio Monza nelle competizioni ufficiali della stagione 1985-1986.

## Stagione
Nella stagione 1985-1986 la squadra brianzola termina all'ultimo posto il campionato di Serie B. Ha raccolto 26 punti, dei quali solo sei ottenuti in trasferta — frutto di quindici sconfitte, due pareggi e due vittorie.
Per l'ottava stagione nelle ultime dieci ha avuto Alfredo Magni in panchina. 
Ai primi di gennaio, prima del 4-0 subito ad Ascoli Piceno contro la capolista, si è tentato il cambio di rotta, chiamando Paolo Carosi in luogo di Alfredo Magni. Il Monza dopo 17 partite era ultimo con 13 punti, a pari merito con il Cagliari, ma la scossa non c'è stata per i brianzoli, mentre i sardi sono riusciti a salvarsi. Si è trattato anche dell'ultima stagione per Adriano Galliani alla vicepresidenza del club, all'ombra del presidente Valentino Giambelli.
Nella Coppa Italia il Monza è stato inserito nel girone 1, disputato prima del campionato, illudendo i tifosi con un percorso discreto: pareggiando a Torino (1-1) con la Juventus e vincendo con Palermo e Casertana, i lombardi sfiorano la qualificazione agli ottavi di finale, persi solo per differenza reti con i piemontesi.

## Rosa
| N. |                   | Ruolo | Calciatore          |
| -- | ----------------- | ----- | ------------------- |
|    | Italia (bandiera) | P     | Davide Pinato       |
|    | Italia (bandiera) | P     | Alberto Torresin    |
|    | Italia (bandiera) | D     | Walter Dondoni      |
|    | Italia (bandiera) | D     | Angiolino Gasparini |
|    | Italia (bandiera) | D     | Giorgio Papais      |
|    | Italia (bandiera) | D     | Marco Saltarelli    |
|    | Italia (bandiera) | D     | Roberto Spollon     |
|    | Italia (bandiera) | D     | Daniele Tacconi     |
|    | Italia (bandiera) | C     | Evaristo Beccalossi |
|    | Italia (bandiera) | C     | Mauro Boccafresca   |

| N. |                   | Ruolo | Calciatore          |
| -- | ----------------- | ----- | ------------------- |
|    | Italia (bandiera) | C     | Daniele Catto       |
|    | Italia (bandiera) | C     | Antonio Crusco      |
|    | Italia (bandiera) | C     | Maurizio Laureri    |
|    | Italia (bandiera) | C     | Giovanni Lorini     |
|    | Italia (bandiera) | C     | Riccardo Monguzzi   |
|    | Italia (bandiera) | C     | Fulvio Saini        |
|    | Italia (bandiera) | A     | Claudio Ambu        |
|    | Italia (bandiera) | A     | Roberto Antonelli   |
|    | Italia (bandiera) | A     | Marco Bolis         |
|    | Italia (bandiera) | A     | Pierluigi Casiraghi |

## Risultati

### Serie B

#### Girone di andata
| Arbitro: | D'Innocenzo (Roma) |

|  |           |               |
|  | Marcatori | 55’ Lucchetti |

| Arbitro: | Baldi (Roma) |

|               |           |  |
| Antonelli 45’ | Marcatori |  |

| Arbitro: | Luci (Firenze) |

|             |           |  |
| Cinello 54’ | Marcatori |  |

| Arbitro: | Novi (Pisa) |

|  |           |             |
|  | Marcatori | 62’ Ginelli |

| Arbitro: | Vecchiatini (Bologna) |

|  |           |            |
|  | Marcatori | 54’ Crusco |

| Monza 13 ottobre 1985 6ª giornata | Monza           | 0 – 0 | Bologna | Stadio Gino Alfonso Sada\| Arbitro: \| Ongaro (Rovigo) \| |
| Arbitro:                          | Ongaro (Rovigo) |       |         |                                                           |

| Arbitro: | Amendolia (Messina) |

|              |           |  |
| Ugolotti 51’ | Marcatori |  |

| Monza 27 ottobre 1985 8ª giornata | Monza         | 0 – 0 | Campobasso | Stadio Gino Alfonso Sada\| Arbitro: \| Greco (Lecce) \| |
| Arbitro:                          | Greco (Lecce) |       |            |                                                         |

| Catanzaro 3 novembre 1985 9ª giornata | Catanzaro          | 0 – 0 | Monza | Stadio Militare\| Arbitro: \| D'Innocenzo (Roma) \| |
| Arbitro:                              | D'Innocenzo (Roma) |       |       |                                                     |

| Arbitro: | Gabbrielli (Prato) |

|                        |           |             |
| Crusco 35’ Dondoni 90’ | Marcatori | 47’ Braglia |

| Arbitro: | Bruschini (Firenze) |

|                |           |                 |
| Bernardini 16’ | Marcatori | 22’ (rig.) Ambu |

| Monza 24 novembre 1985 12ª giornata | Monza         | 0 – 0 | Lazio | Stadio Gino Alfonso Sada\| Arbitro: \| Testa (Prato) \| |
| Arbitro:                            | Testa (Prato) |       |       |                                                         |

| Arbitro: | Baldi (Roma) |

|                        |           |  |
| Gritti 41’ Mossini 48’ | Marcatori |  |

| Arbitro: | Gabbrielli (Prato) |

|                          |           |                 |
| Agostini 41’ Barozzi 89’ | Marcatori | 76’ (rig.) Ambu |

| Arbitro: | Pellicanò (Reggio Calabria) |

|           |           |             |
| Bolis 32’ | Marcatori | 36’ Chiorri |

| Arbitro: | Ongaro (Rovigo) |

|              |           |  |
| Policano 45’ | Marcatori |  |

| Monza 5 gennaio 1986 17ª giornata | Monza               | 0 – 0 | Pescara | Stadio Gino Alfonso Sada\| Arbitro: \| Amendolia (Messina) \| |
| Arbitro:                          | Amendolia (Messina) |       |         |                                                               |

| Arbitro: | Tuveri (Cagliari) |

|                                                    |           |  |
| Barbuti 26’, 89’ Incocciati 34’ Spollon 75’ (aut.) | Marcatori |  |

| Arbitro: | Pirandola (Lecce) |

|                 |           |              |
| Boccafresca 32’ | Marcatori | 84’ Sorbello |

#### Girone di ritorno
| Arbitro: | Tubertini (Bologna) |

|                                                                         |           |                                                |
| Fortunato 15’ Savino 17’ Nicolini 24’ (rig.) Bertozzi 70’ Lucchetti 88’ | Marcatori | 21’ Boccafreca 43’ (rig.) Papais 64’ Antonelli |

| Arbitro: | Cassi (Pisa) |

|                                   |           |             |
| Saltarelli 38’ (aut.) Faccini 56’ | Marcatori | 48’ Laureri |

| Monza 9 febbraio 1986 22ª giornata | Monza         | 0 – 0 | Triestina | Stadio Gino Alfonso Sada\| Arbitro: \| Testa (Prato) \| |
| Arbitro:                           | Testa (Prato) |       |           |                                                         |

| Arbitro: | Baldi (Roma) |

|                              |           |                       |
| Ginelli 50’, 57’ Fattori 53’ | Marcatori | 60’ (rig.) Beccalossi |

| Arbitro: | Cornieti (Forlì) |

|  |           |              |
|  | Marcatori | 5’ Salvadori |

| Arbitro: | Fabricatore (Roma) |

|               |           |  |
| De Vecchi 17’ | Marcatori |  |

| Monza 9 marzo 1986 26ª giornata | Monza             | 0 – 0 | Arezzo | Stadio Gino Alfonso Sada\| Arbitro: \| Pirandola (Lecce) \| |
| Arbitro:                        | Pirandola (Lecce) |       |        |                                                             |

| Arbitro: | Gava (Conegliano) |

|                                |           |  |
| Maragliulo 2’ Russo 85’ (rig.) | Marcatori |  |

| Arbitro: | Bruschini (Firenze) |

|                          |           |               |
| Papais 20’ Antonelli 80’ | Marcatori | 40’, 60’ Soda |

| Arbitro: | Baldas (Trieste) |

|             |           |  |
| Braglia 87’ | Marcatori |  |

| Arbitro: | D'Innocenzo (Roma) |

|                        |           |                  |
| Crusco 12’ Tacconi 46’ | Marcatori | 43’ (rig.) Piras |

| Arbitro: | Gava (Conegliano) |

|  |           |               |
|  | Marcatori | 77’ Antonelli |

| Monza 4 maggio 1986 32ª giornata | Monza          | 0 – 0 | Brescia | Stadio Gino Alfonso Sada\| Arbitro: \| Luci (Firenze) \| |
| Arbitro:                         | Luci (Firenze) |       |         |                                                          |

| Arbitro: | Pairetto (Torino) |

|                                              |           |                           |
| Tacconi 8’ Beccalossi 47’ (rig.), 67’ (rig.) | Marcatori | 29’ Agostini 90’ Perrotti |

| Arbitro: | Novi (Pisa) |

|             |           |  |
| Chiorri 23’ | Marcatori |  |

| Monza 25 maggio 1986 35ª giornata | Monza             | 0 – 0 | Genoa | Stadio Gino Alfonso Sada\| Arbitro: \| Tuveri (Cagliari) \| |
| Arbitro:                          | Tuveri (Cagliari) |       |       |                                                             |

| Arbitro: | Luci (Firenze) |

|                              |           |               |
| Rebonato 5’, 14’ (rig.), 51’ | Marcatori | 78’ Casiraghi |

| Arbitro: | Fabricatore (Roma) |

|                    |           |                          |
| Saini 48’ Ambu 55’ | Marcatori | 25’ Vincenzi 35’ Barbuti |

| Arbitro: | Bergamo (Livorno) |

|                            |           |            |
| Pallanch 47’ Tarantino 76’ | Marcatori | 63’ Papais |

### Coppa Italia

#### Primo turno
| Arbitro: | Esposito (Torre del Greco) |

|  |           |                                        |
|  | Marcatori | 27’ Iachini 43’ Massaro 53’ Battistini |

| Arbitro: | Baldas (Trieste) |

|                         |           |  |
| Ambu 6’, 61’ Papais 39’ | Marcatori |  |

| Arbitro: | Boschi (Parma) |

|                 |           |               |
| Manfredonia 46’ | Marcatori | 33’ Antonelli |

| Perugia 1º settembre 1985 4ª giornata | Perugia            | 0 – 0 | Monza | Stadio Renato Curi\| Arbitro: \| Fabricatore (Roma) \| |
| Arbitro:                              | Fabricatore (Roma) |       |       |                                                        |

| Arbitro: | Vecchiatini (Bologna) |

|                     |           |                      |
| Ambu 63’ Crusco 76’ | Marcatori | 25’ (aut.) Gasparini |

## Statistiche

### Statistiche di squadra
| Competizione | Punti | In casa | In casa | In casa | In casa | In casa | In casa | In trasferta | In trasferta | In trasferta | In trasferta | In trasferta | In trasferta | Totale | Totale | Totale | Totale | Totale | Totale | DR  |
| Competizione | Punti | G       | V       | N       | P       | Gf      | Gs      | G            | V            | N            | P            | Gf           | Gs           | G      | V      | N      | P      | Gf     | Gs     | DR  |
| ------------ | ----- | ------- | ------- | ------- | ------- | ------- | ------- | ------------ | ------------ | ------------ | ------------ | ------------ | ------------ | ------ | ------ | ------ | ------ | ------ | ------ | --- |
| Serie B      | 26    | 19      | 4       | 12      | 3       | 14      | 13      | 19           | 2            | 2            | 15           | 11           | 32           | 38     | 6      | 14     | 18     | 25     | 45     | -20 |
| Coppa Italia | 6     | 3       | 2       | 0       | 1       | 5       | 4       | 2            | 0            | 2            | 0            | 1            | 1            | 5      | 2      | 2      | 1      | 6      | 5      | +1  |
| Totale       |       | 22      | 6       | 12      | 4       | 19      | 17      | 21           | 2            | 4            | 15           | 12           | 33           | 43     | 8      | 16     | 19     | 31     | 50     | -19 |

### Statistiche dei giocatori
| Giocatore      | Serie B  | Serie B | Serie B     | Serie B    | Coppa Italia | Coppa Italia | Coppa Italia | Coppa Italia | Totale   | Totale | Totale      | Totale     |
| Giocatore      | Presenze | Reti    | Ammonizioni | Espulsioni | Presenze     | Reti         | Ammonizioni  | Espulsioni   | Presenze | Reti   | Ammonizioni | Espulsioni |
| -------------- | -------- | ------- | ----------- | ---------- | ------------ | ------------ | ------------ | ------------ | -------- | ------ | ----------- | ---------- |
| C. Ambu        | 29       | 3       | ?           | ?          | 5            | 3            | ?            | ?            | 34       | 6      | ?           | ?          |
| R. Antonelli   | 22       | 4       | ?           | ?          | 4            | 1            | ?            | ?            | 26       | 5      | ?           | ?          |
| E. Beccalossi  | 14       | 3       | ?           | ?          | -            | -            | -            | -            | 14       | 3      | 0+          | 0+         |
| M. Boccafresca | 21       | 2       | ?           | ?          | -            | -            | -            | -            | 21       | 2      | 0+          | 0+         |
| M. Bolis       | 32       | 1       | ?           | ?          | 5            | 0            | ?            | ?            | 37       | 1      | ?           | ?          |
| P. Casiraghi   | 12       | 1       | ?           | ?          | 1            | 0            | ?            | ?            | 13       | 1      | ?           | ?          |
| D. Catto       | 14       | 0       | ?           | ?          | 2            | 0            | ?            | ?            | 16       | 0      | ?           | ?          |
| A. Crusco      | 28       | 3       | ?           | ?          | 4            | 1            | ?            | ?            | 32       | 4      | ?           | ?          |
| W. Dondoni     | 24       | 1       | ?           | ?          | 2            | 0            | ?            | ?            | 26       | 1      | ?           | ?          |
| R. Fontanini   | 31       | 0       | ?           | ?          | 4            | 0            | ?            | ?            | 35       | 0      | ?           | ?          |
| A. Gasparini   | 32       | 0       | ?           | ?          | 4            | 0            | ?            | ?            | 36       | 0      | ?           | ?          |
| M. Laureri     | 29       | 1       | ?           | ?          | 2            | 0            | ?            | ?            | 31       | 1      | ?           | ?          |
| G. Lorini      | 17       | 0       | ?           | ?          | 3            | 0            | ?            | ?            | 20       | 0      | ?           | ?          |
| R. Monguzzi    | 5        | 0       | ?           | ?          | 3            | 0            | ?            | ?            | 8        | 0      | ?           | ?          |
| G. Papais      | 27       | 3       | ?           | ?          | 5            | 1            | ?            | ?            | 32       | 4      | ?           | ?          |
| D. Pinato      | 14       | -13     | ?           | ?          | -            | -            | -            | -            | 14       | -13    | 0+          | 0+         |
| C. Rossi       | 2        | 0       | ?           | ?          | 2            | 0            | ?            | ?            | 4        | 0      | ?           | ?          |
| F. Saini       | 30       | 1       | ?           | ?          | 4            | 0            | ?            | ?            | 34       | 1      | ?           | ?          |
| M. Saltarelli  | 34       | 0       | ?           | ?          | 4            | 0            | ?            | ?            | 38       | 0      | ?           | ?          |
| R. Spollon     | 16       | 0       | ?           | ?          | 4            | 0            | ?            | ?            | 20       | 0      | ?           | ?          |
| D. Tacconi     | 26       | 2       | ?           | ?          | 3            | 0            | ?            | ?            | 29       | 2      | ?           | ?          |
| A. Torresin    | 24       | -32     | ?           | ?          | 5            | -5           | ?            | ?            | 29       | -37    | ?           | ?          |